# Franco Nones
Franco Nones (* 1. Februar 1941 in Castello-Molina di Fiemme) ist ein ehemaliger italienischer Skilangläufer.

## Werdegang
Nones, der für den G.S. Fiamme Gialle startete, trat international erstmals bei den Olympischen Winterspielen 1964 in Innsbruck in Erscheinung. Dort belegte er den zehnten Platz über 15 km und den fünften Rang mit der Staffel. Im März 1964 wurde er beim Holmenkollen Skifestival Vierter über 50 km. Im folgenden Jahr errang er bei den Lahti Ski Games den dritten Platz über 15 km. Bei den Nordischen Skiweltmeisterschaften 1966 in Oslo gewann er mit der italienischen Staffel die Bronzemedaille. Zudem kam er dort auf den sechsten Platz über 30 km. 
Seinen sportlichen Höhepunkt erlebte er bei den Olympischen Winterspielen 1968 in Grenoble, als er über 30 km Olympiasieger vor Odd Martinsen wurde. Außerdem gelang ihm dort der 36. Platz über 15 km und der sechste Rang mit der Staffel. Im März 1968 wurde er beim Holmenkollen Skifestival Neunter im 50-km-Lauf. Bei den Nordischen Skiweltmeisterschaften 1970 in Štrbské Pleso belegte er den sechsten Platz mit der Staffel. 
Seinen letzten internationalen Auftritt hatte er bei den Olympischen Winterspielen 1972 in Sapporo. Dort errang er den 40. Platz über 15 km. Bei italienischen Meisterschaften siegte er zwischen 1960 und 1971 16-mal, davon siebenmal mit der Staffel.